# 保罗·加斯科因
保羅·約翰·加斯居尼（英語：Paul John Gascoigne，/ˈɡæskɔɪn/；1967年5月27日—），绰号「加扎」（Gazza），生于达勒姆郡的蓋茨黑德，前英格兰足球运动员。
他职业生涯效力过的球队名单包括纽卡斯尔，热刺，拉齐奥，米德尔斯堡，埃弗顿和格拉斯哥流浪，后期曾在英甲巴恩斯利，中国甲B甘肃天马以及英乙的波士顿联短暂效力，57次代表英格兰国家队出场。
因为天赋出众，加斯科因在90年代成为英国体育界的代表人物。他是英格蘭在1990年世界杯一路打進四強的最大功臣，而在準決賽對戰西德時他因被出示黄牌无法参加决赛而失声痛哭（雖然英格蘭馬上就在PK大戰中輸給了西德，只能參加季軍賽），使得他的名声达到了顶峰。从那以后，媒体始终盯着他麻烦不断的生活。

## 職業生涯

### 纽卡斯尔時期（1984-88）
加斯科因出身於纽卡斯尔，與彼得·比尔兹利及克里斯·沃德尔一起在纽卡斯尔踢出名堂。1985年，沃德尔轉會热刺後，加斯科因就與比尔兹利兩人一同負起纽卡斯尔的進攻重責，雖然當時球隊實力不足，但在兩人領軍下仍能在英格蘭頂級聯賽頑拒列強，而傳送質素高超的加斯科因更加成為強隊的心腹大患。1987-88球季，比尔兹利以破英格蘭本土轉會費紀錄轉會利物浦。這屆比賽加斯科因憑一人之力令纽卡斯尔留級，而他亦得到1988年PFA年度最佳青年球員獎項。匪夷所思流產轉會曼联，亚历克斯·弗格森在球季結束後，在假期開始前一天已與加斯科因對話，加斯科因更向弗格森表示好好自我享受，他會與曼联簽約。於是弗格森去度假了，但後來主席說加斯科因已經簽下热刺的合約，他們為其父母在英格蘭東北部買了一套房子，扭轉原本加盟曼联的情況。

### 热刺時期（1988-92）
在特里·维納布尔斯麾下，加斯科因的演出更上一層樓，他與沃德尔在中場組織絲絲入扣，令热刺久違多時的進攻足球重現眼前。
1989年，热刺從巴塞隆納購回神射手加里·莱因克尔，本來沃德尔、加斯科因與莱因克尔組成的攻擊三重奏，被認為可以挑戰利物浦及阿森纳的聯賽冠軍地位，可惜沃德尔不久之後以世界第二高轉會費450萬鎊改投马赛，令热刺實力減弱。不過沃德爾的的離開沒有影響加斯科因的發揮，他的出色傳送令到莱因克尔重上高峰。經過1990年世界盃，加斯科因在世界球壇聲名大噪，後來更被拉齐奥看中，準備以850萬鎊收購。在加盟拉齊奧前一季，加斯科因有光芒四射的演出，足總盃四強對阿森纳的賽事，他一記妙絕的罰球在溫布利球場先開紀錄，最終热刺以3：1勝出，阻止這支死敵取得雙料冠軍的美夢。決賽热刺面對诺丁汉森林，開賽後不久，加斯科因似乎太過投入這場賽事，多次攔截顯得過了火位和表現非常魯莽，他在阻截加里·柏加前進時，已把腳提高至對手的頸部，動作相當危險，但球證並未有黃牌警告加斯科因，無法控制自己情緒的加斯科因在數分鐘後，飛身右腳用力踢向加里·查尔斯左腳，大定滿以為查尔斯會倒地不起，但之後被踢的查尔斯安然無恙，但踢人的加斯科因就被抬離場，最後膝部重創收場。
這次受傷令到热刺與拉齐奥的交易拉倒，而加斯科因更加養傷一年之久，他的身價亦由850萬鎊銳減至550萬鎊。
参加了这场比赛的罗伊·基恩后来在他的自传《我不是恶人》中写道：「开场两分钟，加斯科因就以功夫式的一脚踢在了加里胸口上。我们朝裁判看去，他没有反应。他的双眼像玻璃一样透明，加斯科因也一样。他真的失去了控制，暴跳如雷。10分钟后，加斯科因躺在了担架上。加里·查尔斯在加斯科因赶到前早就将球大脚开出；加斯科因没能顶到，并伤了自己。结果，这次他自己导致的十字韧带损伤毁掉了他的事业——后来的他再也不能像以前那样自如了。难以置信的是，主裁并没有因为他对查尔斯的挑衅出示警告牌。」；「这场决赛输得最惨的是保罗·加斯科因。他极力让自己符合媒体对他的吹嘘，从而被压在他脆弱的肩膀上的沉重包袱压垮了。」

### 拉齊奧時期（1992-95）
養傷一年後，加斯科因終告加盟拉齊奥，但效力期間，加斯科因差不多完全虛耗光陰，三年上陣不足50場，而在1994-95球季，他更因在操練時被亚历山德罗·內斯塔踢傷，休養一段很長的時間。

### 流浪者時期（1995-98）

#### 1995-96球季
重上高峰
1995年夏天，加斯科因流浪意大利三年後重回英倫，他選擇到流浪者。在布莱恩·劳德鲁普配合下，加斯居尼重拾水準，在1996協助球隊取得苏格兰超級聯賽冠軍，這屆比賽是加斯科因自1991年以來，個人最佳事業時刻。
當中，球季倒数第二场对阵阿伯丁的比赛中，加斯科因上演了帽子戏法，最终分別当选1996年的苏格兰PFA足球先生及苏格兰足球先生。

#### 1996-97球季
1996-97球季，加斯科因協助球隊取得聯賽冠軍，達成九連冠。當中，加斯科因在對基马诺克及马瑟韦尔的賽事中均上演帽子戲法，以34場入17球完成賽季。但領隊和助教開始高度關注加斯科因的酗酒問題，流浪者再次成為雙冠王（聯賽及聯賽盃），聯賽盃方面，流浪者一直擊敗艾尔联、希伯尼安等球隊殺入決賽。最終憑加斯科因及埃利·麦考伊斯特各入兩球，以4：3擊敗哈茨。

### 米德尔斯堡時期（1998-2000）
又再下滑
為挽救自己的事業，他在1998年3月轉會米德尔斯堡，與同樣有酗酒問題的保羅·麥臣一起協助米德尔斯堡爭取升班。不過由於落選1998年世界盃大軍，加斯科因的意志變得消沉。1998-99球季，米德尔斯堡重返英超後，加斯科因上陣次數較以前穩定，但他的表現已大不如前。之後一季，加斯科因只曾7次在聯賽亮相。

### 最後時期（2000-05）
2000年夏天，加斯科因轉到埃弗顿，但當時他已經日落西山，後來他先後到過伯恩利及中國乙組球會甘肃天马，最後在波士頓聯收山。

## 命运多舛
在康复后，他转会到意甲的拉素，转会费为550万英镑。加斯居尼在拉素的日子雖則有三年之長，但受到傷患困擾和離鄉背井的影響，表現並不太好，在拉素唯一值得一提的，就是那位在練習時一記粗野攔截令加斯居尼重傷的拉素青年軍—尼斯達(Alessandro Nesta)。
因傷病的困擾以及媒体的狂轰滥炸，他在新俱樂部昙花一现之后于1995年回到英国，加入了苏超的格拉斯哥流浪隊。1995/95赛季倒数第二场对阵阿伯丁的比赛中，加斯科因上演了帽子戏法，最终当选1996年的苏格兰足球先生。在一次老字號德比中，加斯科因在凯尔特人队天主教球迷的面前做出吹风笛的动作以示忠诚，事后被聯赛處罰 （页面存档备份，存于）。加斯科因在流浪者队效力期间共收获3枚苏超冠军奖牌。
1996年欧洲杯上的加斯科因达到了自90年世界杯以来的最佳状态，在与苏格兰队的比赛中，加斯科因打入经典一球。而在对阵德国队的半决赛中他错失良机（球迷们事后一直在争论，如果当时加斯科因再苗条点，把麦克马纳曼的传中碰进，结果就会不一样）。就这样，英格兰队在点球决战中被德国队淘汰，加斯科因又一次流下了眼泪。

## 日落西山
因为状态、伤病、纪律或者酗酒纪录等种种问题，加斯科因没有被荷杜尔选进98世界杯决赛阶段的大名单。从此加斯科因再也没能为国家队出战，这个事件被媒体称为“加扎门”（'Gazzagate'）。
1998年，他加入米杜士堡，在因不断出现酗酒问题被俱乐部解约后，他转投，在度过了一段“戒酒期”后又转到般尼。2002年，加斯科因到美国大联盟俱乐部華盛頓聯隊试训，但未通过。之后他来到中国签约甘肃天马俱乐部，但此时的加斯科因已不复当年之勇，在打了4场比赛后离开了中国。同年，加斯科因被选入英格蘭足球名人堂。
2002年7月30日，他与英乙的波士顿联俱乐部签下了球员兼教练合同，代表球队参加了11场比赛中的5场，没有进球，于2004年10月5日离开俱乐部开始参加教练培训课程。
2004年10月，他宣布要改名，让电视观众们叫他“G8”。他表示这样做是因为“（这个名字）听起来不一般，还正好配他的北英格兰口音。加斯科因与妻子雪莉分居，雪莉称加斯科因使用家庭暴力。他们育有一子，里根。

## 國家隊生涯

### 1990年世界盃
1990年世界盃，加斯科因表現出眾，從十六強開始，他與戴维·普拉特主宰了英格蘭的中場。對比利時的賽事，他在最後一分鐘的傳送令普拉特射入世界波，協助英格蘭在加時取勝晉級。八強對喀麥隆，英格蘭在落後一球的情況下，加斯科因於下半場末段傳球予萊因克爾，令到這位射手搏得12碼追平2：2。

### 1996年歐國盃
射入金球
1996年歐洲國家盃，英格蘭成為主辦國，加斯科因成為中場領軍核心，第二場對蘇格蘭的比賽，他射入被譽為歐國盃史上其中一個最佳入球。
當時英格蘭守門員大卫·西曼以一記漂亮倒地側撲，用身體將蘇格蘭的十二碼封出。蘇格蘭隨即開出角球無功而還出底線，西曼開出龍門球，皮球通過兩腳簡單的傳送後，在蘇格蘭禁區頂被加斯科因拿到，這位天才中場發揮其超卓過人技巧，左腳第一時間將皮球剔高越過科林·亨得利，然後球不著地第一時間右腳抽射入網。

## 退役之後
2005年，加斯科因出现在BBC的一档关于退役球星的节目中，与前苏格兰足球运动员阿兰·汉森（Alan Hansen）谈到了他自己的问题和曾经有一段时间他不得不接受状态一去不复返的事实，同时他表示决定在筹集到必要的资金后将以教练的身份重返绿茵场。
7月，加斯科因出任新组建的葡萄牙俱乐部阿尔加夫联队（Algarve United）的经理，没能站稳脚跟，之后于同年10月27日转投业余队凯特灵（Kettering Town F.C.）。
他在凯特灵上任39天后就与助理教练保罗·戴维斯（Paul Davis）一道被董事会扫地出门。同日晚些时候，一位记者声称在利物浦的霍普酒店外遭到加斯科因的袭击，加斯科因被捕，三天后记者撤销了指控 （页面存档备份，存于）。
2018年8月，加斯科因涉嫌在火車非禮女乘客被拘捕。

## 生涯統計
到1984-2005赛季为止，加斯科因共为9家俱乐部出场471次，进110球。代表国家队出场57次，有10球入帐。
| 年度        | 球隊         | 出場 | 入球 |
| ----------- | ------------ | ---- | ---- |
| 1984-1988年 | 紐卡素       | 107  | 25   |
| 1988-1992年 | 熱刺         | 112  | 33   |
| 1992-1995年 | 拉素         | 47   | 6    |
| 1995-1998年 | 格拉斯哥流浪 | 102  | 39   |
| 1998-2000年 | 米杜士堡     | 48   | 4    |
| 2000-2002年 | 愛華頓       | 38   | 1    |
| 2002年      | 般尼         | 6    | 0    |
| 2003年      | 甘肅天馬     | 4    | 2    |
| 2004-2005年 | 波士顿联     | 4    | 0    |
| 1988-1998年 | 英格蘭       | 57   | 10   |

## 外部連結
- 英格蘭足球名人堂簡介